# GNUパッケージ一覧
GNUパッケージ一覧では、GNUプロジェクトの一部としてフリーソフトウェア財団によって開発・保守されているパッケージソフトウェアのうち、注目に値するものを列挙する。GNUは自由ソフトウェアのみで構築されたUnix系オペレーティングシステムである。これらのパッケージソフトウェアの多くは同時にLinuxカーネルを完全なオペレーティングシステムにするためにも使われている。

## GNUパッケージの一般的な側面
リチャード・ストールマンは2013年の状況を総括し、GNUパッケージに一般的に当てはまる9つの側面を特定した。ただし、正当な理由がある場合には例外を認め、柔軟に対応できることも指摘した。
1. パッケージはGNUパッケージであることが明記される。
2. ftp.gnu.org など誰でも自由にアクセスできるサイトで配布する。
3. パッケージのホームページはGNU Web サイト上に設置する。
4. 開発者はソフトウェアが他のGNUパッケージとうまく連携するように注意する。
5. ドキュメントは、Texinfo形式、またはTexinfoに簡単に変換できる形式にする。
6. 拡張言語には GNU Guileを使用する。この点は例外が明示的に可能である。
7. 自由でないプログラムを推奨したり、自由でないドキュメントや自由でないソフトウェアをユーザーに紹介したりしない。
8. 他の評論家が「Linux」や「オープンソース」と書く場合でも、「GNU/Linuxシステム」や「自由ソフトウェア」と書くなど、GNU用語を使用する。
9. ソフトウェアの問題や互換性の問題について議論するために、メンテナーは少なくとも時々連絡が取れるようにする。

## ベースシステム
GNUオペレーティングシステムには公式のベースシステムはない。GNUは1980年代にUNIXの代わりになるように計画されており、POSIXの規格を元としている。しかし、どちらの規格もかなりの大きさのベースとなるシステムを求めていた。下記のリストはより下にある節のリストよりも「核」に近いようなパッケージである。もちろん含まれているもの（plotutilsなど）と除外されているもの（標準Cライブラリ）には異論もある。

### インターネット

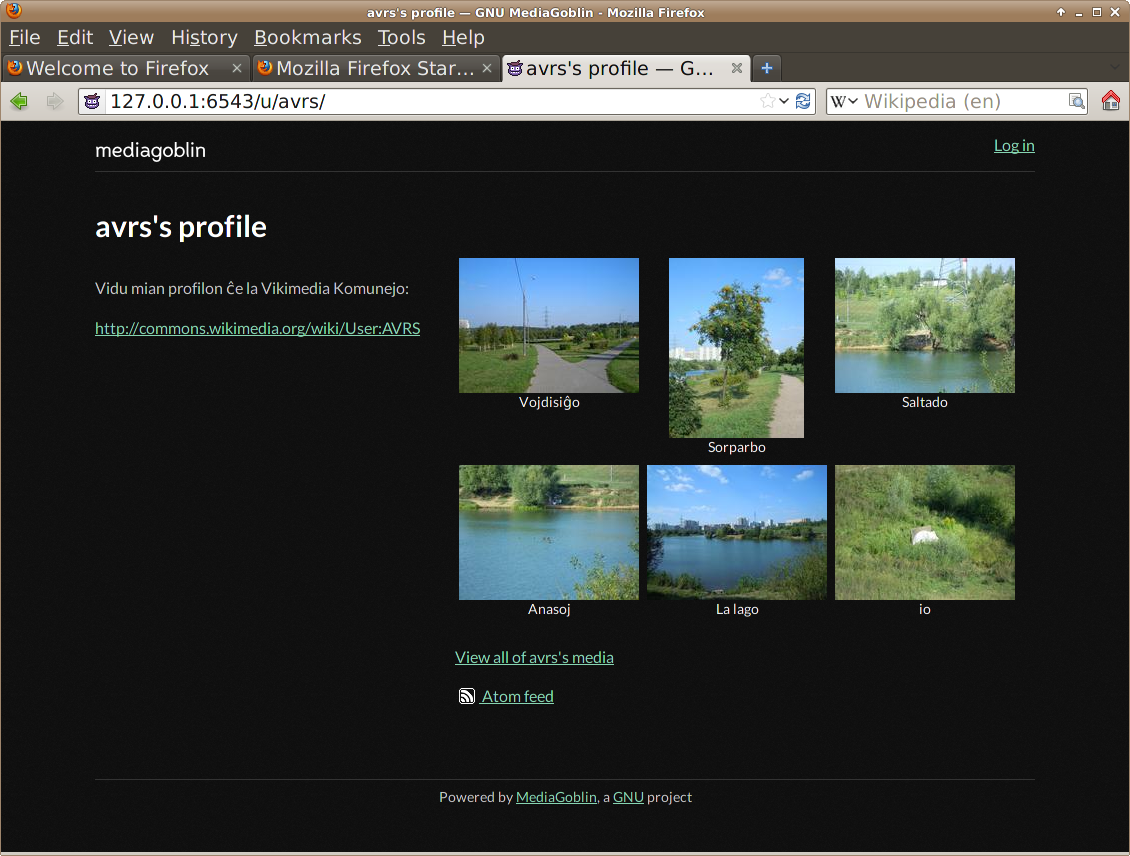
GNU MediaGoblin 0.2.0ベースのウェブサイトのユーザーページ